# Save Me
Save Me ist ein Lied der britischen Rockband Queen, das von ihrem Gitarristen Brian May geschrieben wurde im Juni/Juli 1979 aufgenommen und am 25. Januar als Single, und dann auch auf dem Album The Game erschienen ist. Außerdem ist auf mehreren Livealben, wie zum Beispiel Queen on Fire – Live at the Bowl und auf mehreren Kompilationsalben, wie zum Beispiel Queen Forever oder Greatest Hits enthalten.
Brian May schrieb das Stück über einen Freund, dessen Beziehung gerade zu Ende gegangen war.
Das Lied war das erste Lied Queens, in dem ein Synthesizer verwendet wurde.
Dies stellt einen Wendepunkt dar, da auf vorherigen Alben ausdrücklich stand, dass keine Synthesizer verwendet wurden.

## Besetzung
- Freddie Mercury: (Hintergrund-) Gesang
- Brian May: Akustische- und Elektrische Gitarre, Piano, Synthesizer, Hintergrundgesang
- Roger Taylor: Schlagzeug, Hintergrundgesang
- John Deacon: Bassgitarre

Bei Live-Auftritten während der Game und Flash Touren, spielte May bis zum zweiten Refrain Piano. Danach spielte er Gitarre und Mercury übernahm das Piano.

## Auszeichnungen für Musikverkäufe
| Land/Region                  | Auszeichnungen für Musikverkäufe (Land/Region, Auszeichnung, Verkäufe) | Verkäufe |
| ---------------------------- | ---------------------------------------------------------------------- | -------- |
| Vereinigtes Königreich (BPI) | Silber                                                                 | 200.000  |
| Insgesamt                    | 1× Silber ·                                                            | 200.000  |

Hauptartikel: Queen (Band)/Auszeichnungen für Musikverkäufe